# Moita
Moita község és település Portugáliában, Setúbal kerületben. A település területe 55,26 négyzetkilométer. Moita lakossága 66029 fő volt a 2011-es adatok alapján. A településen a népsűrűség 1200 fő/ négyzetkilométer. A település jelenlegi vezetője João Manuel Jesus Lobo.
A község napja minden évben szeptember második vasárnapján van. 

A község a következő településeket foglalja magába, melyek:
- Alhos Vedros
- Baixa da Banheira e Vale da Amoreira
- Moita
- Gaio-Rosário e Sarilhos Pequenos

## Fordítás
Ez a szócikk részben vagy egészben  a   Moita című angol Wikipédia-szócikk ezen változatának fordításán alapul.  Az eredeti cikk szerkesztőit annak laptörténete sorolja fel. Ez a jelzés csupán a megfogalmazás eredetét és a szerzői jogokat jelzi, nem szolgál a cikkben szereplő információk forrásmegjelöléseként.